# Eloy Inos

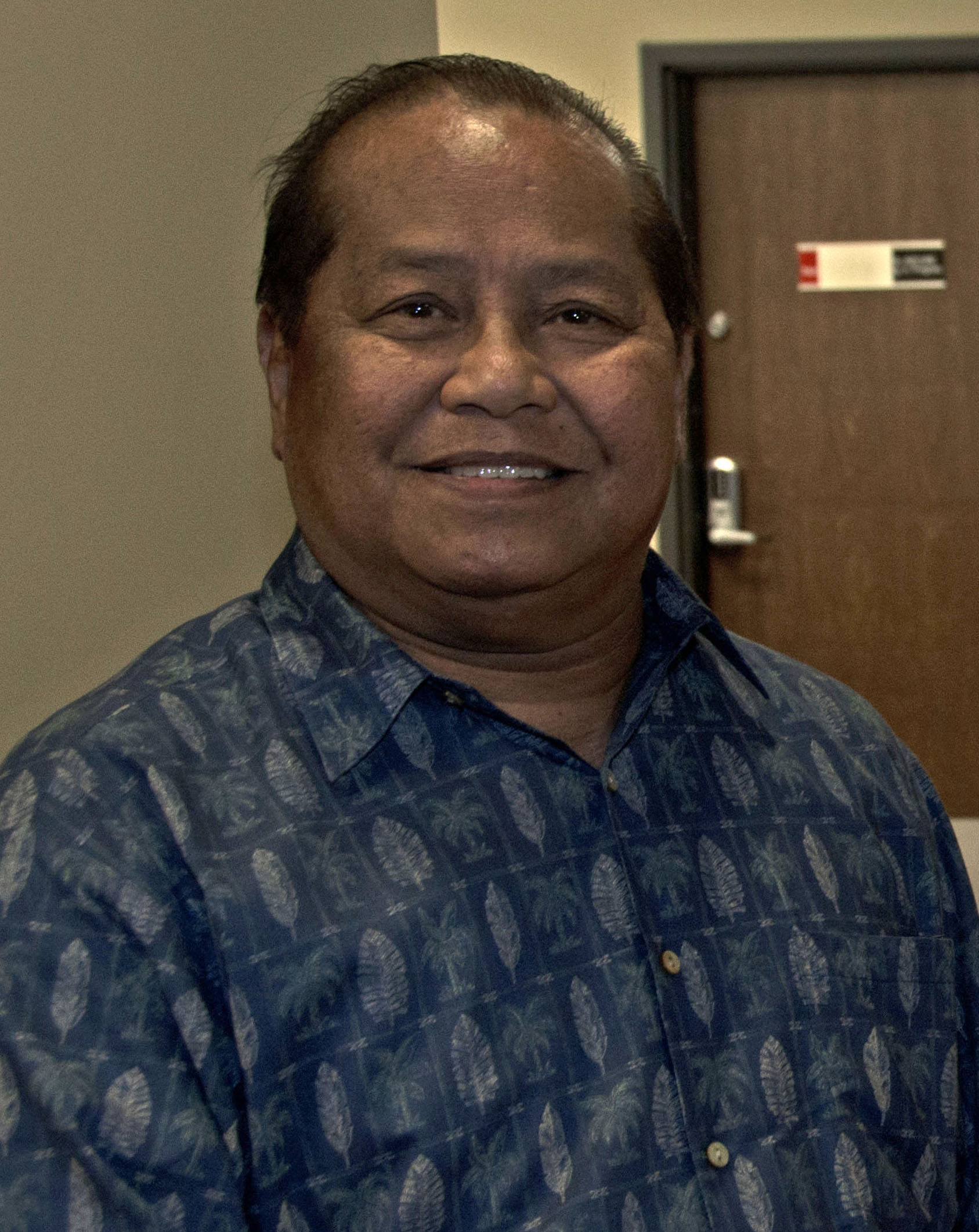
Eloy Inos (2013)

Eloy Songao Inos (* 26. September 1949 auf Saipan; † 28. Dezember 2015 in Seattle, Washington) war ein US-amerikanischer Politiker. Von 2013 bis zu seinem Tod war er Gouverneur der Nördlichen Marianen.

## Werdegang
Eloy Inos besuchte die Mount Carmel High School in Saipan und studierte danach bis 1981 an der University of Guam. Dann arbeitete er für die Steuerbehörde im Treuhandgebiet Pazifische Inseln. Später wurde er Vizepräsident der Bekleidungsfirma Tan Holdings Corporation auf den Nördlichen Marianen. Politisch gehörte er bis 2013 der einheimischen Covenant Party an. Dann wechselte er zur Republikanischen Partei. Zwischen 1990 und 1992 saß er im Stadtrat von Saipan. Zwischen 2006 und 2009 war er Finanzminister der Nördlichen Marianen.
Nach dem Rücktritt von Timothy Villagomez, der wegen verschiedener Gesetzesverstöße verurteilt worden war, wurde Inos am 1. Mai 2009 zum neuen Vizegouverneur seines Territoriums ernannt. Dieses Amt bekleidete er bis zum 20. Februar 2013. An diesem Tag trat Gouverneur Benigno Fitial zurück, als er wegen Korruptionsvorwürfen kurz vor der Amtsenthebung stand. Entsprechend der Verfassung des Territoriums rückte nun Vizegouverneur Inos zum neuen Gouverneur der Nördlichen Marianen auf und bekleidete fortan dieses Amt. Nach seinem Tod legte Ralph Torres den Amtseid als Gouverneur ab.